# عين بوكيك
عين بوكيك (العبرية: עֵין בּוֹקֵק) هي منطقة الفنادق والمنتجعات
على الإسرائيليين شاطئ البحر الميت، بالقرب نيف زوهار. تخضع لسلطة المجلس الإقليمي تمار.

## تاريخ
تشمل الاكتشافات الأثرية في عين بوكيك أطلال ميتزاد بوكيك (بالعربية: قصر أم باغق)، وهي قلعة صغيرة من العصر الروماني تسيطر على الطريق الرئيسي، وبقايا مصنع عطور وطب قديم أعيد بناؤه جزئيًا. يعد Bokek Stream ، الذي سميت المنطقة به، مضيقًا يشبه الوادي مع ينابيع المياه والحيوانات والنباتات الفريدة.
تم بناء أول فندق في عام 1960. في عام 2000 ، كان هناك أربعة عشر فندقًا يعمل في عين بوكيك، ويقدم أنواعًا مختلفة من المنتجعات الصحية والعلاجات الصحية في البحر الميت.
زوهار الينابيع الساخنة (العبرية: חמי זוהר ، Hamei زوهار) وتقع على بعد ثلاثة كيلومترات إلى الجنوب من عين بوكيك. الماء غني بالكبريت، ويعتقد أن الماء مفيد بشكل خاص في علاج أمراض العضلات وأمراض المفاصل والحساسية.
يوجد أدنى جهاز صراف آلي مثبت في العالم في عين بوكيك؛ تم تركيبه بشكل مستقل من قبل محل بقالة على ارتفاع 421 مترًا (1381 قدمًا) تحت مستوى سطح البحر.